# Zacharias Frankel

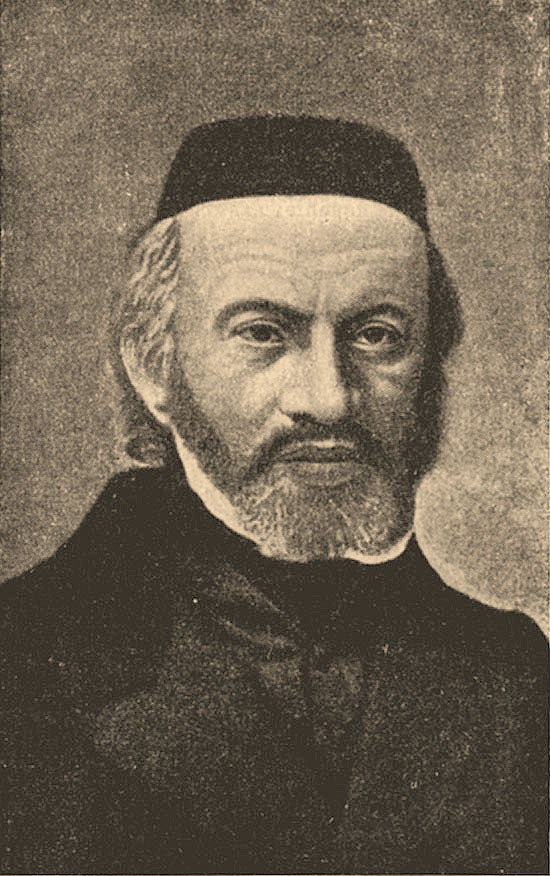
Zacharias Frankel

Zacharias Frankel (geboren am 30. September 1801 in Prag; gestorben am 13. Februar 1875 in Breslau) war ein in Böhmen und Deutschland tätiger konservativ reformorientierter Rabbiner, Vorkämpfer der Gleichstellung der Juden mit den Christen und Gründungsdirektor des Jüdisch-Theologischen Seminars in Breslau.
Er formulierte ein Programm des „historisch-positiven Judentums“ als Antwort auf das sich ausbreitende Reformjudentum und gilt als geistiger Vater des konservativen Judentums amerikanischer Prägung.

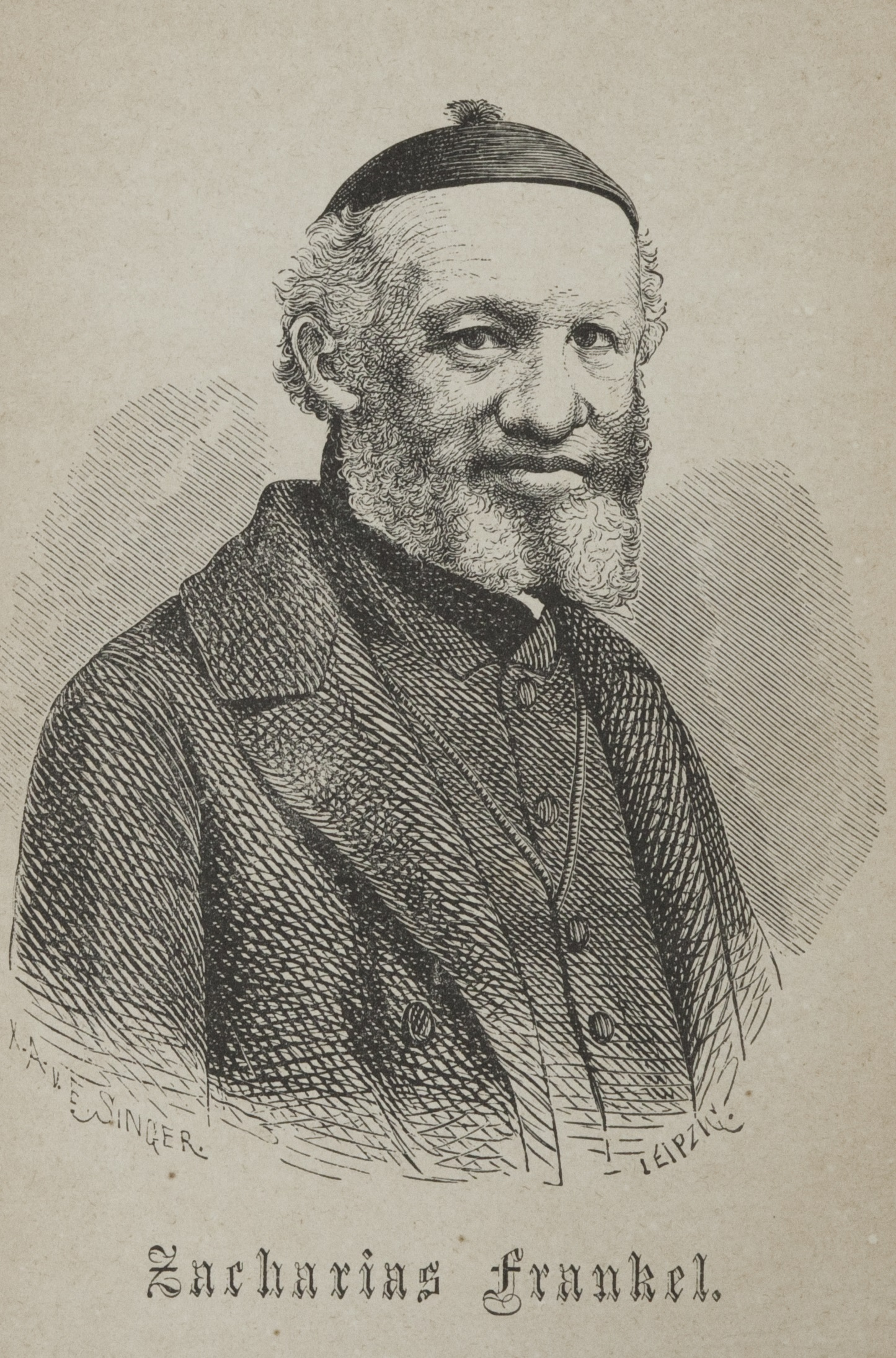
Zacharias Frankel, abgedruckt im Illustrierten jüdischen Familienkalender 1882

## Leben und Wirken

### Kindheit und Ausbildung
Frankel wurde in Prag als ältester Sohn einer vermutlich recht wohlhabenden jüdischen Familie geboren, der zahlreiche Rabbiner, Religionsgelehrte und Intellektuelle angehörten, darunter mehrere oberste jüdische Richter in Prag und Böhmen sowie der Wiener Schriftsteller Ludwig August Frankl (1810–1894). Zacharias Frankels Mutter Esther, geborene Fischel (1769–1841) betrieb einen Verkaufsstand mit Textilien, sein Vater Koppelmann Frankel (1769–1850) einen Wollhandel, widmete sich jedoch mehrheitlich dem Studium jüdischer Schriften. Er trug den Titel „Morenu“, unser Lehrer, der ihn als Gelehrten auswies. Die streng religiöse Familie lebte im 5. Stadtbezirk außerhalb der Ghettomauern.:35–58 Frankel erhielt neben einer jüdischen auch eine säkulare Erziehung. Nach einem Talmudstudium in Prag unter Bezalel Ronsburg ging er 1825 nach Budapest, wo er nach zwei Jahren die Maturitätsprüfung bestand. Danach studierte er Philosophie, Philologie und Naturwissenschaften an der Pester Universität und schloss seine Studien 1830 mit einem Doktorat ab.

### Tätigkeit als Rabbiner

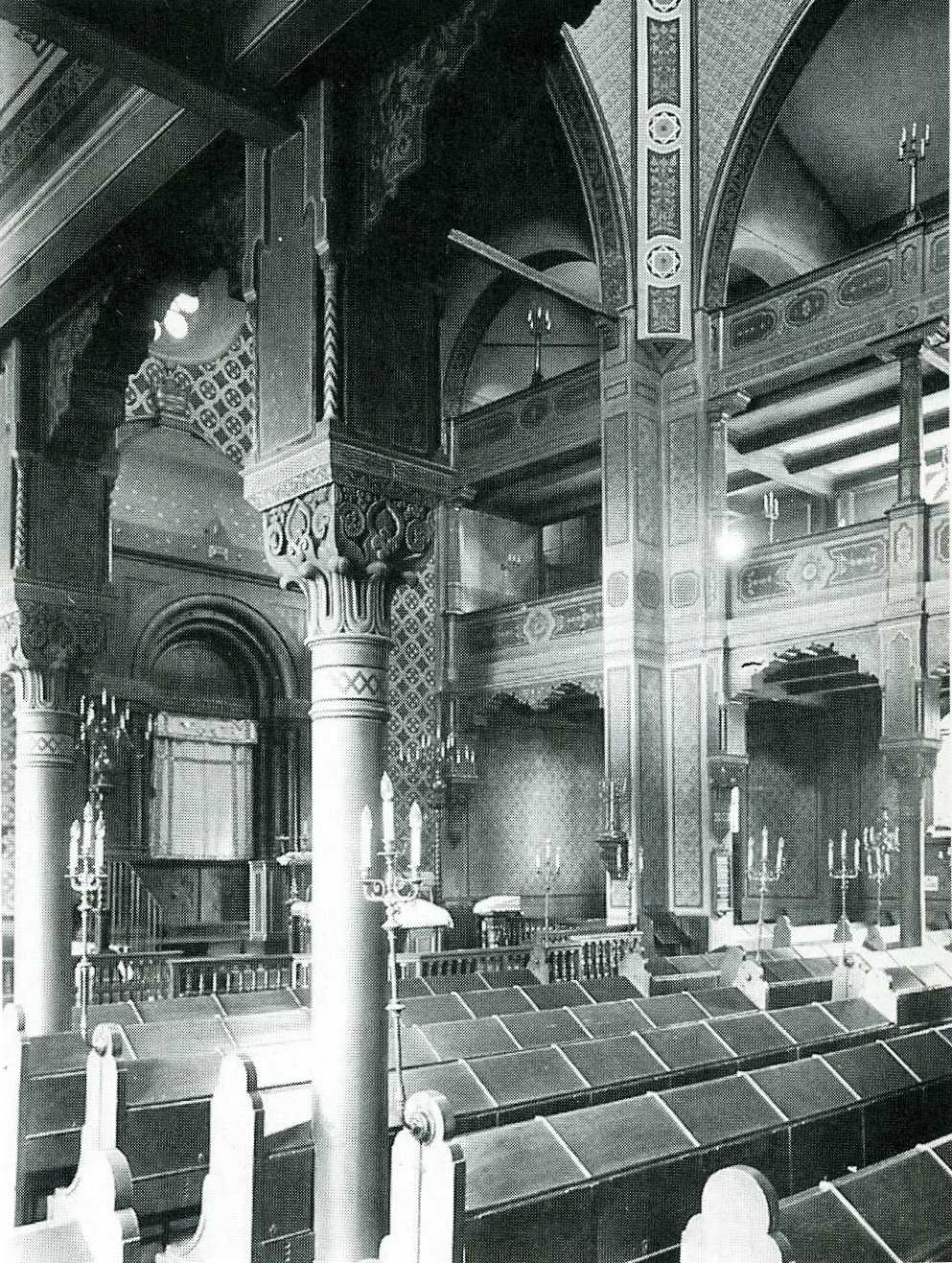
Inneres der Semper-Synagoge Dresden, eingeweiht von Z. Frankel am 8. Mai 1840, zerstört in der sog. Reichskristallnacht 1938

1831 bewarb Frankel sich für den Posten des Kreisrabbiners für den Leitmeritzer Kreis und wurde von der österreichischen Regierung aus mehreren Kandidaten ausgewählt. Im Frühjahr 1832 trat er seine Stelle an und wurde auch Ortsrabbiner in Teplice, im gleichen Jahr heiratete er Rosa Mayer, die Tochter eines Teplitzer Bankiers. Frankels Interesse galt besonders dem Religionsunterricht und der in Böhmen zu der Zeit nicht üblichen Modernisierung des Gottesdienstes.:35–58
Nach dem Tod des Dresdner Rabbiners wurde Frankel auf Betreiben seines Freundes und nachmaligen Gemeindevorstehers Bernhard Beer für das Amt des Rabbiners in Dresden vorgeschlagen und sowohl von der jüdischen Gemeinde Dresden wie auch der sächsischen Regierung 1836 als Oberrabbiner für Dresden gewählt, gleichzeitig sollte er sich auch um die jüdische Gemeinde in der Messestadt Leipzig kümmern, die an seiner Wahl zum Oberrabbiner nicht beteiligt gewesen war. 1837 erließ das sächsische Kultusministerium ein „Regulativ“ zur staatlichen Aufsicht über Kultus und Unterricht der jüdischen Gemeinde, das wesentlich von Frankel mitgestaltet worden war, 1853 erhielt die Dresdner jüdische Gemeinde eine vom Staat genehmigte neue Gemeindeverfassung, an deren Ausarbeitung Frankel als Rabbiner der Gemeinde mitgewirkt hatte.:60–85
An der Erarbeitung der sich neu konstituierenden jüdischen Gemeinde in Leipzig war Frankel nur am Rande beteiligt. 1845 wählte die Leipziger „israelitische Religionsgemeinde“ Adolf Jellinek, ebenfalls ein Anhänger der „historisch-positiven Schule“, zum Prediger und Religionslehrer.
Am 16. August 1838 trat in Sachsen ein Gesetz in Kraft, das zahlreiche die Juden diskriminierende Bestimmungen aufhob, ohne dass die Juden den Christen gleichgestellt wurden. Neu konnten Juden in Dresden und Leipzig das Ortsbürgerrecht erlangen, was die Leistung eines Untertanen- und Bürgereids notwendig machte. Der sächsische Landtag holte bei Frankel ein Gutachten zur Frage des sogenannten „Judeneides“ ein, den Juden in einer entwürdigenden Zeremonie bis dahin leisten mussten. Frankels 1839 dem sächsischen Landtag vorgelegte und 1840 veröffentlichte Schrift „Die Eidesleistung der Juden in theologischer und historischer Beziehung“ trug maßgeblich dazu bei, wie Regierungskreise und die jüdische Presse betonten, dass der jüdische Bürgereid dem christlichen angeglichen wurde. Frankels Schrift zeitigte über Sachsen hinaus Wirkung und bildete die Grundlage für die Abschaffung des entwürdigenden „Judeneides“ auch in anderen deutschen Staaten und in Frankreich, nicht aber in Preußen, wo man sich möglicherweise auf ältere Ausführungen Moses Mendelsohns stützte. Diese widerlegte Frankel 1846 in einer gut 500 Seiten starken Abhandlung mit dem Titel „Der gerichtliche Beweis nach mosaisch-talmudischem Rechte…“, die er dem preußischen König Friedrich Wilhelm IV. schickte und damit erwirkte, dass von Juden vor Gericht geleistete Eide in Preußen anerkannt wurden.:99–108
Seit 1835 hatte es in Dresden Bestrebungen gegeben, eine Synagoge an Stelle der verschiedenen, meist privaten Betstuben zu errichten. Frankel, der kaum Einfluss auf den Gottesdienst in den Betstuben hatte, wurde ein großer Befürworter eines Synagogenbaus. Nachdem sich die Hoffnung zerschlagen hatte, von der Stadt kostenlos ein zentral gelegenes Grundstück zu erhalten, erwarb die jüdische Gemeinde ein Grundstück am Rand der Innenstadt in unmittelbarer Nähe des Elbufers. Die Grundsteinlegung, an die Frankel sich noch Jahrzehnte später erinnerte, fand im Juni 1838 statt, die nach den Plänen von Gottfried Semper erbaute Synagoge wurde am 8. Mai 1840 feierlich eingeweiht.:135–141
Frankel war der erste promovierte böhmische Rabbiner und einer der ersten Rabbiner, die deutsch predigten. Er nahm 1845 an der zweiten Rabbinerversammlung in Frankfurt teil, wo er sich für eine gemäßigtere Form der Neuerungen aussprach als die Mehrheit der teilnehmenden Rabbiner, besonders was die Liturgie in hebräischer Sprache anbelangte. Nachdem sich die Rabbinerversammlung gegen den Gebrauch des Hebräischen in der Synagoge ausgesprochen hatte, gab Frankel in einem Schreiben vom 18. Juli 1845 seinen Austritt aus der Rabbinerversammlung und brach mit der Reformbewegung.
Eine Berufung als Oberrabbiner nach Berlin lehnte er ab, hauptsächlich weil die preußische Regierung auf seine Forderung nicht einging, das Amt öffentlich anzuerkennen und den jüdischen Glauben dem christlichen gleichzustellen, und blieb in Dresden, bis er 1854 als Direktor des neugegründeten Jüdisch-Theologischen Seminars nach Breslau berufen wurde, wo er bis zu seinem Tod wirkte.

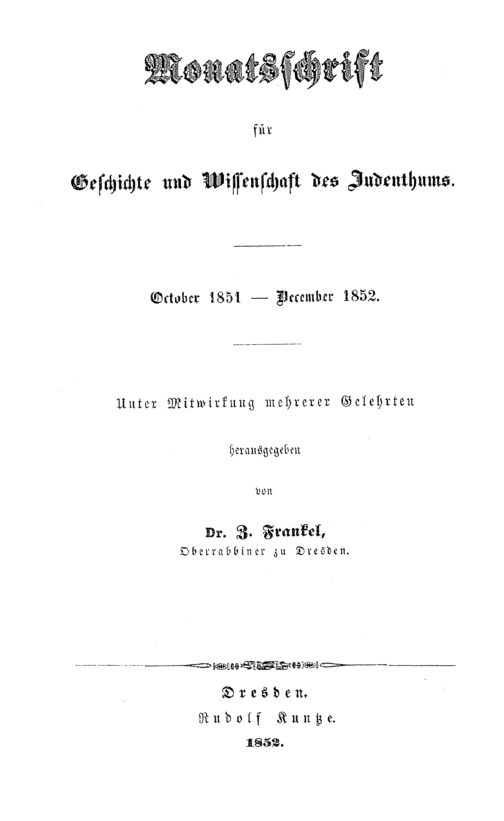
MGWJ 1851

### Veröffentlichungen
Frankel veröffentlichte zahlreiche wissenschaftliche Schriften und vertrat seine Vorstellungen des „historisch-positiven Judentums“ auch als Herausgeber zweier Zeitschriften, in denen er zahlreiche eigene Beiträge veröffentlichte. Von 1844 bis 1846 leitete er die Zeitschrift für die religiösen Interessen des Judentums, 1851 gründete er die Monatsschrift für Geschichte und Wissenschaft des Judentums, die bis 1868 von ihm redaktionell geleitet wurde, bevor der Historiker Heinrich Graetz und Pinkus Fritz Frankl, ein Berliner Rabbiner und Karäerspezialist, die Leitung der Zeitschrift übernahmen, die mit Unterbrechungen bis 1939 weiterbestand.

## Nachwirken
Frankels kritisch konservative Haltung, mit der er eine Mittelstellung zwischen Reformjudentum und jüdischer Orthodoxie einnahm, wurde in den USA zum Modell für die sich in den 1880er Jahren etablierende Strömung des Conservative Judaism (Konservatives Judentum). Das 1886 in New York gegründete Jewish Theological Seminary wurde nach dem von Frankel als erstem Direktor maßgeblich geprägten Jüdisch-Theologischen Seminar in Breslau benannt und entwickelte sich zur zentralen Institution des Konservativen Judentums.
Im Jahr 2012 wurde in Potsdam das konservative Rabbinerseminar Zacharias Frankel College als Dependance der „Ziegler School of Rabbinic Studies“ der in Kalifornien beheimateten American Jewish University gegründet.

## Werke (Auswahl)
- Die Eidesleistung der Juden in theologischer und historischer Beziehung (Dresden 1840, 2. verbess. Auflage 1847). online Ausgabe 1840, online 2. Ausgabe 1847
- Der gerichtliche Beweis nach mosaisch-talmudischem Rechte. Ein Beitrag zur Kenntniss des mosaisch-talmudischen Criminal- und Civilrechts. Nebst einer Untersuchung über die Preussische Gesetzgebung hinsichtlich des Zeugnisses der Juden. (Berlin 1846). (online)
- Vorstudien zur Septuaginta (Leipzig 1841). (online)
- Zur Frage über das Verhältniss des alexandrinischen und palästinischen Judenthums, namentlich in exegetischer Beziehung. In: Zeitschrift der Deutschen Morgenländischen Gesellschaft, Band 4. 1850. S. 102–109 (Digitalisat).
- Über den Einfluss der palästinischen Exegese auf die alexandrinische Hermeneutik (Leipzig 1851). (online)
- Darche ha-Mischna: Hodegetik (Einleitung) zur Mischna und den mit ihr in engem Zusammenhange stehenden Büchern Tosefta, Mechilta, Sifra, Sifri (Leipzig 1859, Zusätze 1867). Online hebräisch
- Mewo ha-Jeruschalmi: Einleitung in den Jerusalemischen Talmud (Breslau 1870). Online hebräisch
- Ahawat Zion: Talmud Jeruschalmi (Teil I Wien 1874, Teil II Breslau 1875)
- Dr. Bernhard Beer. Ein Lebens- und Zeitbild (Biographie des Vorstehers der jüdischen Gemeinde Dresden, in der Frankel die Kämpfe der sächsischen Juden um eine Verbesserung und Sicherung ihrer rechtlichen Stellung schildert, Breslau 1863). (online)

- Seminarprogramme am Breslauer jüdisch-theologischen Seminar:
  - Über palästinensische und alexandrinische Schriftforschung (Programm zur Eröffnung des Seminars am 10. August 1854). (online)
  - Grundlinien des mosaisch-talmudischen Eherechts (1859). (online)
  - Entwurf einer Geschichte der Literatur der nachtalmudischen Responsen (1865). (online)
  - Zu dem Targum der Propheten (1872)[11]

- Zeitschriften
  - Zeitschrift für die religiösen Interessen des Judentums. (online)
  - Monatsschrift für Geschichte und Wissenschaft des Judentums. (online)